# Javanski kalendar
Javanski kalendar je kalendar koji se još koristi na indonezijskom otoku Javi, istodobno s još dva važna kalendara, gregorijanskim (službeni kalendar Republike Indonezije i građanskog društva) i islamskim (za islamske praznike).
Javanski kalendar koriste skoro isključivo stanovnici Jave i tamošnji etniciteti: Javanci, Maduranci i Sundanci. Za njih je kalendar kulturni simbol i odrednica, tradicija iz starine koju treba održati na životu, a također i stvar od metafizičkog značaja.
Sadašnji javanski kalendar je uveo mataramski sultan Agung 1633. godine. Prije toga, Javanci su koristili Hindu kalendar (Saka) s početkom 78. godine koji koristi solarni ciklus za računanje vremena. Javanski kalendar sultana Agunga je zadržao eru Saka kalendara, ali se razlikuje po tome što rabi sustav lunarne godine kakav postoji u islamskom kalendaru. Godina se povremeno obilježava latinski Anno Javanico odn. AJ ("Javanska godina").
Javanski kalendar sadrži nekoliko posebnih i preklopljenih ciklusa kojima se mjeri vrijeme. To su:
- Petodnevni ciklus Pasar-a ("pasaranski")
- Obični gregorijanski sedmodnevni tjedan
- Kombinacija prethodnih, ciklus Weton-a ("vetonski")
- Mjesečni ciklusi Mangsa (solarni) i Wulan (lunarni)
- Godišnji ciklus Tahun i
- Oktoenija (osmogodišnji ciklus) Windu

Javanci izvlače mistični značaj iz podudaranja ovih ciklusa. Inače, podudaranje je važan dio javanske estetike, npr. u uporabi metričkih ciklusa seleh i gongan u javanskoj glazbi.

## Ciklusi vremena

### CiklusPasar-a
Naziv pasaranskog ciklusa potječe od javanske riječi pasar - "plac", "tržnica" (usporediti s našom riječi "pazar"). Seljaci su se na mjesnoj tržnici okupljali po ovom ciklusu radi trgovine i druženja. Putujući trgovci su svakog dana pasaranskog ciklusa posjećivali drugo selo. Neki pretpostavljaju da dužina ovog "tjedna" potječe od broja prstiju na ruci.
Dani pasaranskog "tjedna" imaju ngoko imena i, u zagradi, krama imena:
1. Legi (Manis)
2. Pahing (Pait)
3. Pon (Petak)
4. Wagé (Cemeng)
5. Kliwon (Asih)

Podrijetlo ovih naziva je nejasno. Dani se najčešće navode po njihovim ngoko imenima. Moguće je da imena potječu od domaćih bogova, nalik imenima dana u gregorijanskom tjednu (osobito u romanskim jezicima). Jedan stari javanski rukopis ilustrira tjedan putem pet ljudskih figura (na slici, ispod imena dana): muškarac hvata molitelja za kosu; žena drži rog kako bi primila ponudu; muškarac drži mač uperen u drugog; žena drži poljoprivredne proizvode; muškarac drži koplje bori se.
Pored toga, Javanci smatraju da imena ovih dana posjeduju mističnu vezu s bojama i kardinalnim pravcima:
- Lagi predstavlja bijelo i istok,
- Pahing crveno i jug,
- Pon žuto i zapad,
- Wage crno i sjever,
- Kliwon predstavlja zamućene boje i središte.

Placi više ne rade po ovom tradicionalnom ciklusu Pasaran, nego su pragmatično otvoreni svakim danom. U Surakarti postoje Pasar Legi, Pasar Pon i Pasar Kliwon, mjesta na kojim su nekada držane tržnice odgovarajućim danima.
Javanska astrološka vjerovanja diktiraju da se osobine i budućnost pojedinca mogu pripisati kombinaciji pasaranskog dana i "običnog" dana u tjednu iz islamskog kalendara na koji je osoba rođena. Nekim takvim kombinacijama se pridaje velik značaj. Pasaranski "tjedan" je sastavni dio ciklusa Weton-a koji je Javancima od najvećeg interesa u astrološkim tumačenjima.

### Sedmodnevni tjedan
Sedmodnevni ciklus dina pitu ("sedam dana") potječe iz islamskog kalendara. Imena dana na javanskom potječu od arapskih naziva:
| Javanski    | Arapski                         | Hrvatski    |
| ----------- | ------------------------------- | ----------- |
| Senin       | yaum al-ithnayn يوم الإثنين     | Ponedjeljak |
| Selasa      | yaum ath-thalatha' يوم الثُّلَاثاء | Utorak      |
| Rebo        | yaum al-arba`a' يوم الأَرْبعاء    | Srijeda     |
| Kemis       | yaum al-khamis يوم الخَمِيس       | Četvrtak    |
| Jumat       | yaum al-jum`a يوم الجُمْعَة        | Petak       |
| Setu        | yaum as-sabt يوم السَّبْت          | Subota      |
| Minggu/Ahad | yaum al-ahad يوم الأحد          | Nedjelja    |

Nazivi dana na indonezijskom su: Senin, Selasa, Rabu, Kamis, Jumat, Sabtu i Minguu.

### CiklusWeton-a
Ciklus Weton-a kombinira petodnevni pasaranski ciklus sa sedmodnevnim tjednom, čime se dobiva ciklus od 35 dana. Dani su označeni imenom dana u tjednu i pasaranskog dana, što se zove Weton ("poklapanje"). Ove kombinacije nisu numerirane, jer wetonski ciklus nema fiksnog početka. Ovi 35-dnevni ciklusi nisu imenovani niti grupirani u veće jedinice.
Niže je primjer iz jednog vladinog kalendara u kojem je tiskan Weton-ski dan, "pazarni" dan i dani u tjednu na indonežanskom i javanskom za drugi tjedan svibnja (Mei) 2008.:
| Hrvatski                   | Ponedjeljak 5 | Utorak 6 | Srijeda 7 | Četvrtak 8 | Petak 9  | Subota 10 | Nedjelja 11     | Ponedjeljak 12 | Utorak 13 | Srijeda 14 | Četvrtak 15 | Petak 16 | Subota 17 | Nedjelja 18    |
| Indonežanski, dan u tjednu | Senin 5       | Selasa 6 | Rabu 7    | Kamis 8    | Jumat 9  | Sabtu 10  | Minguu 11       | Senin 12       | Selasa 13 | Rabu 14    | Kamis 15    | Jumat 16 | Sabtu 17  | Minguu 18      |
| Javanski, dan u tjednu     | Senin 5       | Selasa 6 | Rebo 7    | Kemis 8    | Jumat 9  | Setu 10   | Minguu/ Ahad 11 | Senin 12       | Selasa 13 | Rebo 14    | Kemis 15    | Jumat 16 | Setu 17   | Minguu/Ahad 18 |
| Javanski, Pasaranski dani  | 28 Pon        | 29 Wage  | 1 Kliwon  | 2 Legi     | 3 Pahing | 4 Pon     | 5 Wage          | 6 Kliwon       | 7 Legi    | 8 Pahing   | 9 Pon       | 10 Wage  | 11 Kliwon | 12 Legi        |

Iz gornjeg primjera se vidi da se Weton za utorak 6. svibnja 2008. čita kao Selasa Wage (Utorak Wage), slično tome Weton četvrtak 14. svibnja je Rebo Pahing (Srijeda Pahing).
Vetonski ciklus osobito je važan za sustave proricanja; važne proslave, obrede prijelaza, komemoracije itd. se održavaju danima koji se smatraju povoljnim.
Osobito istaknut primjer, koji se podučava i u osnovnim školama, je Weton proglašenja Republike Indonezije 17. kolovoza 1945., Jumat Legi ("Petak Legi"), isti je kao i Weton rođenja i smrti sultana Agunga, kojeg smatraju jednim od najvećih vladara javanske povijesti. Džumat Legi se smatra važnom noći za hodočašće.
Postoje i tabui u vezi s ovim ciklusom, npr. obredni ples bedhaya se može izvoditi samo na Četvrtak Kliwon.
Javanci smatraju da kombinacija pasaranskog i dana u tjednu ukazuje na osobine onoga koji je rođen na taj dan, slično položajima planeta u zapadnoj astrologiji.

### Pawukon
Pawukon je ciklus od 210 dana podrijetlom iz Hindu tradicije. Iako se uglavnom povezuje s otokom Bali i Javanci ga uzimaju u obzir u neke svrhe. Ovaj kalendar se sastoji od niza od deset "tjedana" koji teku istodobno i traju 1, 2, 3, 4, 5, 6, 7, 8, 9 odn. 10 dana. Prvi dan godine se smatra prvim danom svih deset tjedana. Pošto 210 nije djeljivo s 4, 8 i 9, moraju se dodavati posebni dani tjednima s tim brojem dana.

## Ciklusi mjeseci

### Pranata Mangsa
Solarna godina je podijeljena u 12 razdoblja (mangsa) nejednake duljine. Podjela je na poljoprivrednoj osnovi. Imena prvih deset mjeseci jednostavno su redni brojevi od prvog do desetog, imena preostala dva su nejasna. Ciklus počinje blizu ljetnog solsticija (dugodnevnice), tj. oko sredine suhe sezone na Javi.
| Početni dan   | Ime             | Duljina (dana) | Opis |
| ------------- | --------------- | -------------- | --- |
| 23. lipnja    | Mangsa Kaso     | 41             | Suha sezona; lišće opada s drveća; zemlja je uvela i suha, lišena vode "poput dragulja koji se oslobodio svog ležišta".                              |
| 3. kolovoza   | Mangsa Karo     | 23             | Suha sezona; spržena zemlja leži u tvrdim grumenima; počinju cvjetati mango i drvo pamuka.                                                           |
| 26. kolovoza  | Mangsa Katelu   | 24             | Suha sezona; žanju se začinski korijeni; drvo gadung počinje donositi plod                                                                           |
| 19. rujna     | Mangsa Kapat    | 25             | Počinju kiše, kao što "suze naviru iz duše", što označava kraj suhe sezone; ptice pjevaju i zaokupljene su gradnjom gnijezda. Došla je sezona Labuh. |
| 14. listopada | Mangsa Kalima   | 27             | Kišna sezona, ponekad s jakim vjetrovima i poplavama; mango je zreo; zmije su istjerane iz svojih gnijezda; "vodoskok zlata pada preko zemlje".      |
| 11. studenog  | Mangsa Kanem    | 43             | Kišna sezona; munje biju i ima klizišta; ali to je i sezona raznog voća.                                                                             |
| 23. prosinca  | Mangsa Kapitu   | 43             | Kišna sezona je na vrhuncu; pticama je teško naći hranu, u mnogim krajevima su jake poplave.                                                         |
| 4./5. veljače | Mangsa Kawolu   | 27             | Kišna sezona; polja riže polja rastu, mačka traži sebi para; ima mnogo [grubs] i larvi.                                                              |
| 2. ožujka     | Mangsa Kasanga  | 25             | Kišna sezona; polja riže postaju žuta; "širi se sretna vijest"; voda je u zemlji, vjetar puše u jednom pravcu, mnogi plodovi su zreli.               |
| 27. ožujka    | Mangsa Kasadasa | 24             | Kiša još pada ali se smanjuje; vjetar raznosi lišće i jako puše; zrak je još prohladan. Došla je sezona Mareng.                                      |
| 20. travnja   | Mangsa Desta    | 23             | Počinje suha sezona; farmeri žanju polja riže; ptice njeguju svoje mlade s ljubavlju, kao da su "dragulji srca".                                     |
| 13. svibnja   | Mangsa Saddha   | 41             | Suha sezona; voda se počinje povlačiti, "nestaje sa svojih mnogih mjesta".                                                                           |

Pranata mangsa je u 19. stoljeću bila mnogo poznatija među Javancima od građanske ili vjerske godine, dolje opisane. Ovaj ciklus je razvidno javanskog podrijetla, jer specifična veza s tamošnjom klimom ne odgovara drugim zemljama u indonežanskom otočju. Također, mjeseci imaju javanska imena. Iako ciklus dobro odgovara klimi, ipak je donekle dogovoren, što se očituje u istovjetnim duljinama prvog i posljednjeg mjeseca, drugog i jedanaestog itd., što stvara simetričan raspored.
Pranata mangsa može biti korištena za pogađanje osobina, slično znacima zapadne astrologije. Ne koristi se više često za proricanje, ali neki ga koriste pored drugih ciklusa u te svrhe.

### Wulan
Svaka lunarna godina (tahun) je podijeljena u 12 wulan-a, tj. mjeseci od po 29 ili 30 dana. Ovo je slično mjesecima islamskog kalendara. Imena mjeseci (krama/ngoko):
1. Warana/Sura (30 dana)
2. Wadana/Sapar (29 dana)
3. Wijanga/Mulud (30 dana)
4. Wiyana/Bakda Mulud (29 dana)
5. Widada/Jumadil Awal (30 dana)
6. Widarpa/Jumadil Akhir (29 dana)
7. Wilarpa/Rejeb (30 dana)
8. Wahana/Ruwah (29 dana)
9. Wanana/Pasa (30 dana)
10. Wurana/Sawal (29 dana)
11. Wujana/Sela (30 dana)
12. Wujala/Besar (29 ili 30 dana, ovisno o duljini tahun-a, vidi dolje)

Smatra se da ciklus mjeseci metaforično predstavlja ciklus ljudskog života. Prvih devet mjeseci predstavlja gestaciju prije rođenja; deseti mjesec čovjeka u svijetu; jedanaesti kraj njegovog postojanja i dvanaesti povratak tamo odakle je došao. Ciklus se tako kreće od jedne iskre ili začeća (rijal) do druge, prelazeći preko praznine (suwung).

### Nadnevci
Dani se broje unutar lunarnog mjeseca (wulan), kao što je uobičajeno u drugim kalendarskim sustavima. Ovaj nadnevak ukazuje na promjenu Mjeseca i simbolizira čovjekov život u svijetu. Ovaj proces kruženja života je poznat kao cakra manggilingan ili heru cakra. Prvog dana mjeseca, kada je Mjesec mlad (i mali), on se uspoređuje s novorođenom bebom. Četrnaesti dan, zvani Purnama Sidhi (pun Mjesec), predstavlja odraslu vjenčanu osobu. Idući dan (Purnama) je početak opadanja Mjeseca. Dvadeseti dan (Panglong) simbolizira točku kada ljudi počnu gubiti sjećanje. Sumurup, 25. dan, je trenutak kada je odraslima potrebna skrb kao kada su bili mali. Dvadeset šesti dan (Manjing) predstavlja povratak čovjeka njegovom ili njenom izvoru.

## Oznaka godine
Na Javi je u hindustičkim vremenima, a i više od jednoga stoljeća nakon dolaska islama, korištena Shalivahana era s početkom (godina 0) 78., koja se još uvijek koristi na Baliju. Kada je sultan Agung 1633. usvojio islamski lunarni kalendar, nije usvojio i brojenje godina po Hidžri (od 622., s oznakom Anno Hegirae), nego je nastavio brojenje po Šalivahanskoj eri, po kojoj je tada bila 1555. godina. Zbog toga se Anno Javanico praktično ne broji ni od jedne točke.

### Ciklusi godina
Osam tahun-a (lunarnih godina) čine windu. Jedan windu obuhvaća 81 ciklus wetona, tj. 2 835 dana (oko 7 godina i 9 mjeseci po gregorijanskom kalendaru, uzimajući u obzir da je lunarna godina desetak dana kraća od gregorijanske). Imena godina u ciklusu windu su ova (krama/ngoko):
1. Purwana/Alip (354 dana)
2. Karyana/Ehé (354 dana)
3. Anama/Jemawal (355 dana)
4. Lalana/Jé (354 dana)
5. Ngawanga/Dal (355 dana)
6. Pawaka/Bé (354 dana)
7. Wasana/Wawu (354 dana)
8. Swasana/Jimakir (355 dana)

Windu-i su zatim grupirani u cikluse od četiri:
1. Windu Adi
2. Windu Kunthara
3. Windu Sengara
4. Windu Sancaya

Ciklusi wulan-a (lunarnih mjeseca), tahun-a (lunarnih godina) i windu-a (oktoenije ili osmoljetke) potječu iz Saka kalendara.
Windu-i se više ne koriste često u astrologiji, ali postoje dokazi da su ih nekada koristili dvorski službenici za predviđanje općih trendova. Kraj windu-a se često vidi kao prekretnica i povod za obrednu gozbu slametan.

## Dino Mulyo
Dino Mulyo ("plemeniti dani") se proslavljaju obožavanjem Gusti-ja, tvorca života i svemira. Praktikanti tradicionalnih javanskih duhovnih učenja su očuvali pet plemenitih dana:
- Satu Suro, prvi dan lunarnog mjeseca Sura i Nova godina
- Aboge (skraćeno od A - alip [prva godina oktoenije], Bo - Rebo [sreda] i Ge - Wage [četvrti pasaran]), slavi se u srijedu Wage u godini Alip
- Daltugi (od Dal [peta godina], tu - setu [subota] i Gi - Legi [prvi pasaran]), slavi se u subotu Legi u godini Dal
- Hanggara Asih (utorak Kliwon)
- Dino Purnomo: Jemuah Legi/Sukra Manis (petak Legi)